# Jean-Baptiste Leprince
Jean-Baptiste Leprince (* 17. September 1734 in Metz; † 30. September 1781 in St. Denise-du-Port; auch Jean-Baptiste Le Prince) war ein französischer Maler.

## Leben
Jean-Baptiste Leprince wurde bekannt für seine historischen Gemälde, Landschaften, Porträts und grafischen Arbeiten. Leprince entwickelte unter anderem zwischen 1765 und 1768 die grafische Tiefdrucktechnik des Aquatinta. In Deutschland erlangte der Kupferstecher und Architekt Johann Carl Friedrich Dauthe 1770 Bekanntheit durch einige Blätter in Aquatintamanier, hinter dessen Geheimnis er durch Experimente gelangt zu sein scheint. Sein erstes Blatt widmete er Leprince.

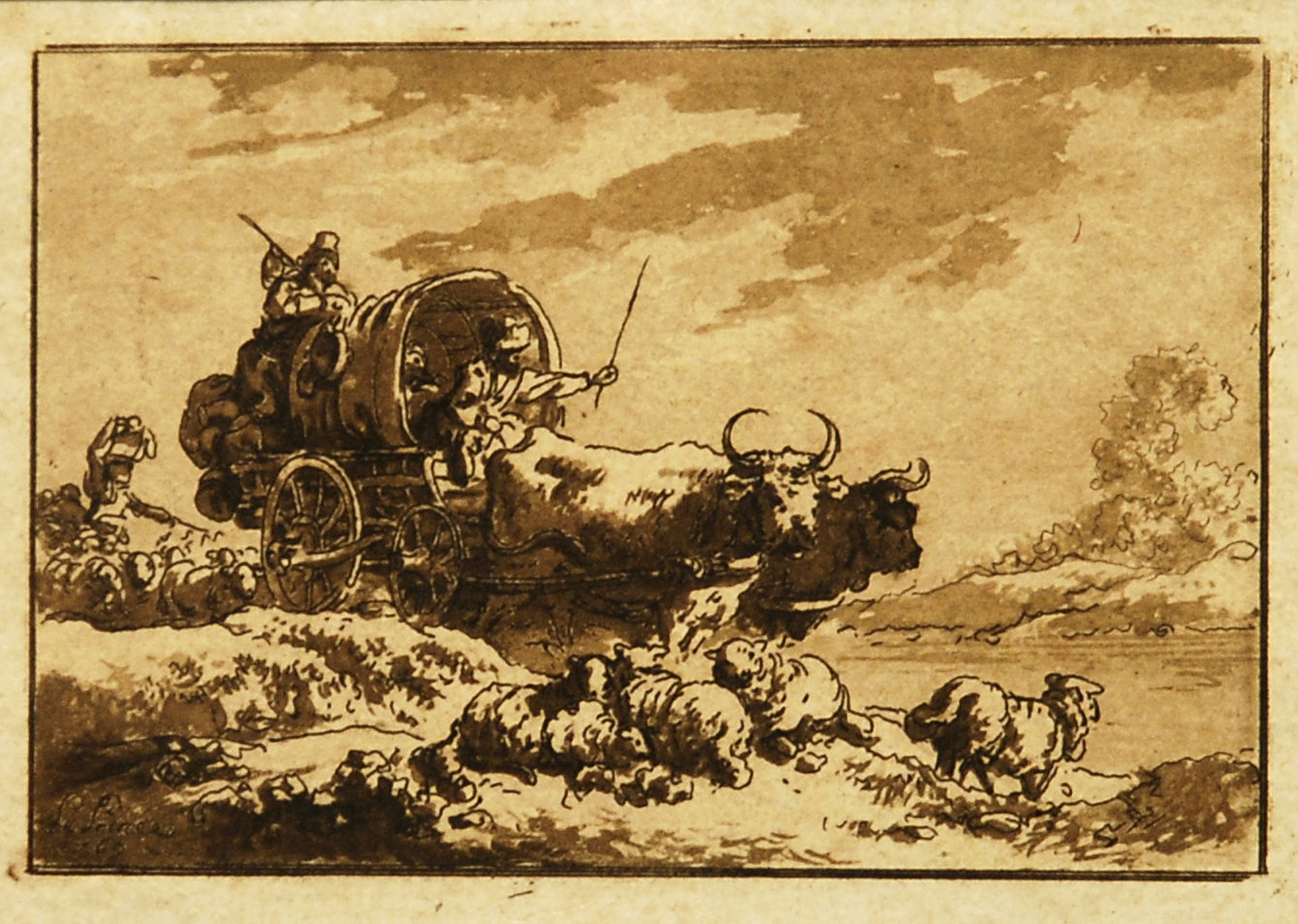
Szene aus dem russischen Volksleben, Aquatinta, 1769, 7 × 10 cm

Leprince studierte bei dem großen französischen Maler François Boucher und ging 1758 im Alter von 24 Jahren für fünf Jahre nach Russland. In Sankt Petersburg war er wesentlich an der Innendekoration des kaiserlichen Palastes beteiligt. Er machte ausgedehnte Reisen durch Russland (bis nach Sibirien) und wurde nach seiner Rückkehr nach Paris bekannt für seine russischen Genreszenen.

## Werke
- La Bonne Aventure, 1767, Öl auf Leinwand, 134 × 93 cm, Musée départemental de l’Oise, Beauvais.[1]
- Le Berceau russe, um 1764/1765, Öl auf Leinwand, 59,1 × 73,7 cm, The J. Paul Getty Museum, Los Angeles.[1]